# Rugby à XV en France
Le rugby à XV en France est un sport populaire pratiqué par 374 000 licenciés hommes et femmes (2023) et par plus de 500 000 personnes en comptant les scolaires et autres personnes non licenciées. Le rugby à XV est  introduit en France au début des années 1870 par des Britanniques, faisant ainsi de l'Hexagone, en compagnie de plusieurs nations anglo-saxonnes, un des premiers pays à être exposés à ce sport.
La Fédération française de rugby a la charge d'organiser et de développer le rugby à XV en France. Elle gère l'équipe de France de rugby à XV mais délègue à la Ligue nationale de rugby (LNR) la gestion du secteur professionnel du rugby à XV.
Près de 1630 clubs participent à des championnats de France. L'élite dispute le Top 14 et les six ou sept meilleures équipes participent à la Coupe d'Europe de rugby à XV. La France, avec plus de 68 millions d'habitants, est le pays le plus peuplé au monde où le rugby à XV est un sport majeur, soit plus d'habitants que la Nouvelle-Zélande, l'Australie, les Fidji, l'Irlande, l'Écosse et le pays de Galles réunis.
L'équipe de France participe chaque année au Tournoi des Six Nations, compétition qu'elle a gagnée 26 fois. Depuis 1987, la France participe à la Coupe du monde de rugby, elle a été finaliste à trois reprises en 1987, 1999 et 2011. La France a accueilli la Coupe du monde en 2007 et 2023.

## Histoire

### Introduction durugby footballen France

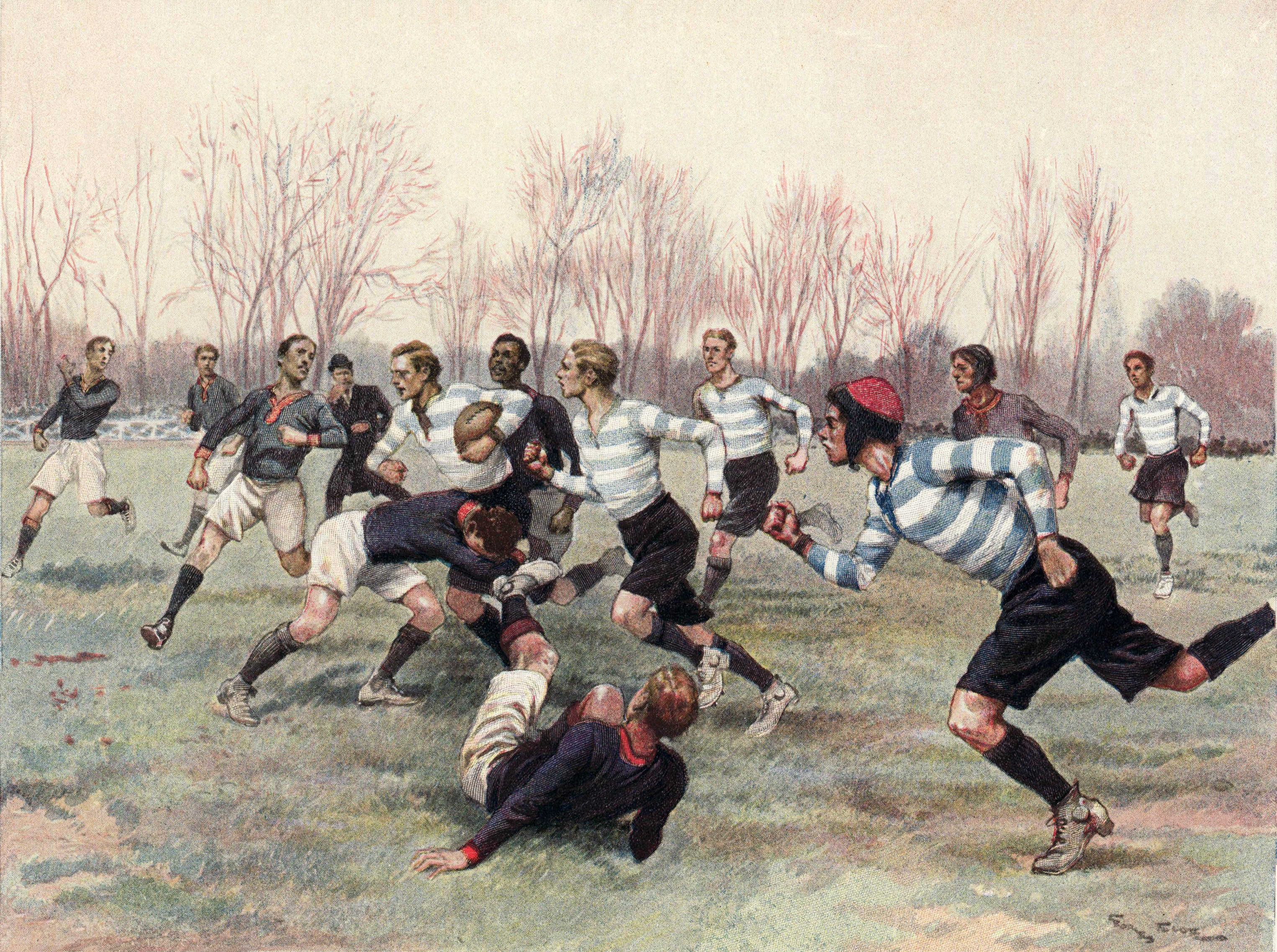
Match entre le Stade français et le Racing, dessin de Georges Scott, 1906.

Le rugby football arrive en France par sa façade maritime ouest, dans la deuxième moitié du XIXe siècle. À cette époque, les villes portuaires comptent des communautés anglaises relativement importantes constituées par les commerçants, négociants et industriels. Ces expatriés organisent des matchs entre eux, tout d'abord sous le regard des locaux puis avec leur participation. Le plus ancien club français est fondé en 1872 : Le Havre Athletic Club, où se pratique le combination, une forme hybride entre les codes du rugby football et du football association. Mais les pratiquants ont du mal à se structurer. Paris voit la première concentration de clubs avec l'English Taylor Rugby Football Club en 1877, le Racing Club en 1882 puis le Stade Français en 1883. En 1889 est créée la première fédération sportive autour des clubs parisiens : l'Union des sociétés françaises de sports athlétiques (USFSA). Cet exemple donne l'élan pour le reste de la France : Stade Nantais en 1886, Stade Bordelais en 1889, ou encore Stade Rochelais en 1896.
Le premier titre de champion « de France » est attribué en 1892 et se limite à un duel parisien entre Stade Français et Racing Club. Dès 1893, ce sport bénéficie d'une couverture médiatique dans la presse écrite, sous l’appellation « football » ou « foot-ball »[réf. nécessaire]. Il faut attendre 1899 pour voir une première équipe de province, le Stade Bordelais, remporter le titre au milieu d'une dizaine de clubs parisiens. Dans les années 1900, le Stade Bordelais enchaîne les titres et le centre de gravité du rugby français se déplace progressivement vers le Sud-Ouest. Les éducateurs girondins sont pris en exemple, le rugby commence à sortir des grandes villes et se diffuse dans la région jusque dans les campagnes.
À la fin du XIXe siècle le rugby (tout comme le football) est initialement pratiqué par ceux qui ont du temps libre pour les loisirs et les moyens financiers d'acheter des chaussures et tenues de sport, à savoir les bourgeois et les aristocrates. La diffusion du sport vers les classes populaires se fait lentement jusqu'à la première guerre mondiale, parallèlement au développement économique et à l'accès à l'éducation supérieure. Les lycées et universités sont des lieux privilégiés pour la pratique et la diffusion du rugby, ainsi que l'armée par le biais du service militaire obligatoire qui permet un certain brassage entre classes sociales et entre origines régionales. Un championnat militaire de rugby voit le jour en 1904. En 1906, la loi française impose un repos dominical à tous les travailleurs, ce qui permet à de nombreux ouvriers et artisans de pratiquer du sport ou d'aller assister à des matchs. Le rugby football semble alors prendre le pas sur le football association. Il attire plus de joueurs, plus de spectateurs et plus de recettes. Les règles des deux codes étant encore flottantes et perméables, il n'est pas rare de voir un match de football se dérouler avec un ballon de rugby ou une équipe de rugby « prêter » quelques joueurs au club de football afin de faire le nombre sur un match.

### Débuts internationaux et entrée dans le Tournoi
En 1900, le rugby est l'un des sports pratiqués aux Jeux olympiques de Paris, mais sans la présence de sélections nationales. La France monte toutefois une sélection USFSA qui rencontre l'équipe allemande du Frankfurt Club et l'équipe anglaise des Moseley Wanderers. L'équipe France-USFSA remporte la médaille d'or en battant les Anglais 27-8.

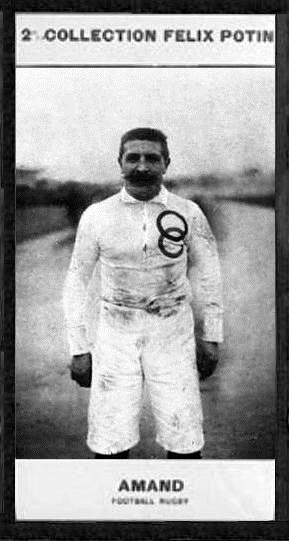
Henri Amand.

Le premier match officiel du XV de France a lieu le 1er janvier 1906, face aux Originals (les futurs All Blacks de Nouvelle-Zélande) alors en tournée européenne. Ce match, arbitré par Louis Dedet, est disputé au Parc des Princes devant 3 000 spectateurs et se termine par une victoire des Néo-Zélandais par 38 à 8,. Le capitaine Henri Amand a l'honneur d'être le premier capé d'une équipe de France au sein de laquelle on note ce jour-là la présence d'un Anglais (William Crichton) et d'un Américain (Allan Muhr).
Le 22 mars 1906, l'équipe de France, qui inaugure sa première tenue tricolore (maillot bleu, culotte blanche et bas rouges), rencontre l'Angleterre au Parc des Princes et perd 8 à 35. Ce résultat honorable conduit les Anglais à jouer un match annuel contre le XV de France, ils sont imités un peu plus tard par les Gallois et les Irlandais.
En 1910, la France rejoint l'Angleterre, le pays de Galles, l'Écosse et l'Irlande au sein du Championship qui devient le Tournoi des cinq nations. Cette année-là, les Français ne sont que quatorze la veille du match lors du rassemblement des joueurs à la gare Saint-Lazare, alors le dirigeant Charles Brennus a l'idée de récupérer d'urgence un joueur parisien, Joe Anduran, pour compléter l'équipe et permettre ainsi à l'équipe de France de jouer son premier match du Tournoi au complet. Le XV de France fait son apprentissage du rugby international et termine régulièrement dernier du Tournoi jusqu'en 1914, à l'exception de 1911 où il finit quatrième devant l'équipe d'Écosse. En effet, de 1906 à 1914, l'équipe de France dispute 28 rencontres internationales et remporte une seule victoire, contre l'Écosse le 2 janvier 1911 sur le score de 16 à 15, pour ce qui est sa première victoire internationale,. Dans cette équipe conduite par Marcel Communeau, l'ailier Pierre Failliot, surnommé « l'autobus », se met en évidence en marquant deux essais et en évitant un essai écossais à quelques secondes de la fin du match.

### L'entre-deux-guerres: des temps difficiles
Mises entre parenthèses pendant la Première guerre mondiale, les compétitions sportives reprennent malgré l'hécatombe dans la jeunesse européenne (côté français, plus de 20% des internationaux de rugby sont morts). De plus, le rugby semble avoir irrémédiablement perdu du terrain face au football, dont la pratique s'est développée pendant la guerre. Dirigeants et observateurs sont inquiets pour l'avenir du sport. Malgré tout, la Fédération Française de Rugby (FFR) est créée en octobre 1920, faisant suite à la victoire du XV de France aux Jeux interalliés de 1919.
Le championnat de France reprend en 1920 avec un rugby toujours aussi populaire auprès des foules et que certains journalistes et intellectuels n'hésitent pas à qualifier de « sport roi ». Le rugby a diffusé depuis les grandes métropoles d'origine vers les villes moyennes, notamment les préfectures et sous-préfectures d'un grand quart sud-ouest de la France. Les styles de jeu se diversifient et chaque région, chaque club se construit une identité. Les clubs du Sud-Ouest perpétuent leur domination : Stadoceste Tarbais, Stade Toulousain, USA Perpignan, US Quillan, SU Agen et Section Paloise se partagent le titre de champion pendant la décennie. Quand un club parisien arrive en finale (Racing en 1920 ou Stade français en 1927) les observateurs n'hésitent pas interpréter les différences de style entre les équipes, mettant face à face le rugby « de riches » de la capitale face au club formateur de province, ou le rugby aéré et esthétique de la ville face à un rugby brutal et fruste des campagnes. De fait, au cours des années 1920, les techniques évoluent et le jeu devient de plus en plus violent. Les accidents au cours des matchs, pouvant mener à la mort du joueur, deviennent de plus en plus fréquents. Certains parlent même de « rugby de muerte ».
Au début des années 1930, le rugby français doit faire face aux critiques venant de l'extérieur ainsi qu'aux nombreuses dissensions qui l'agitent en interne. Tout d'abord, une majorité de clubs dénoncent le semi-professionnalisme pratiqué par les meilleures équipes et font sécession en décembre 1930 en fondant l'Union française de rugby amateur. Ils refusent que leurs joueurs soient sélectionnés, ce qui abaisse sensiblement le niveau d'une équipe de France qui stagne depuis 10 ans. En effet, de 1919 à 1931 la France obtient les mêmes résultats qu'avant guerre, elle ne remporte qu'un ou deux matchs par année. En 1932, la FFR trouve un accord avec les clubs entrés en dissidence et ceux-ci reviennent dans son giron.
En 1931, la France est exclue du Tournoi pour professionnalisme (paiement des joueurs, recrutement inter-clubs) et en raison de son jeu violent lors de certains matches. Le match France-Galles du Tournoi 1930 est d'une extrême brutalité, aussi bien sur la pelouse — avec de nombreux joueurs blessés — que parmi les spectateurs car ces derniers étaient pressés les uns contre les autres alors qu'à l'entrée du stade, près de 20 000 spectateurs potentiels n'avaient pu assister au match. De 1931 à 1939, l'équipe de France rencontre uniquement des équipes d'un niveau inférieur à celui des équipes britanniques : les équipes d'Italie, d'Allemagne et de Roumanie.
À la suite de l'exclusion du Tournoi et du boycott britannique, le rugby à XV perd de son attractivité et voit ses effectifs diminuer très fortement : le nombre de clubs passe de 784 en 1930, à 663 en 1934, puis 558 en 1939. De nombreux clubs disparaissent alors que d'autres rejoignent le rugby à XIII. Le XV de France perd aussi quelques-uns de ses meilleurs joueurs.
En effet, ces turbulences entrainent un autre schisme dans le rugby français. Le 31 décembre 1933, Jean Gallia, dirigeant exclu de la FFR, organise au stade Pershing de Paris un match d'exhibition de rugby à XIII entre l'Angleterre et l'Australie. Si la rugby league s'est développée dans le nord de l'Angleterre et en Australie, en étant officiellement professionnelle depuis 1895, elle n'est pas encore implantée en France. Le match d'exhibition est une réussite et Gallia débauche des joueurs de XV pour monter une équipe de France à XIII et effectuer une tournée en Angleterre. L'année suivante, la Ligue française de rugby à XIII est créée avec 10 équipes professionnelles. Le succès est fulgurant pour ce nouveau code de jeu, moins brutal et dont les règles sont plus simples à comprendre. En 1939, la France remporte la Coupe d'Europe des nations de rugby à XIII. Mais encore une fois, une guerre mondiale va rebattre les cartes : le régime de Vichy interdit tous les sports professionnels dont le rugby à XIII.

### L'après guerre: montée en puissance du rugby français
La France est réintégrée dans le Tournoi des cinq nations juste après l'édition 1939 mais la Seconde Guerre mondiale éclate et empêche la tenue de la compétition pendant plusieurs années. Le Tournoi des Cinq nations reprend en 1947 avec la France réintégrée. En 1952, les Home Unions (Angleterre, Écosse, Irlande et Pays de Galles) contestent, comme en 1930, la gestion « professionnelle » du rugby français par la FFR (recrutements, primes de match, intéressements). Grâce aux dirigeants René Crabos et Adolphe Jauréguy elle évite l'exclusion du Tournoi. Pour éviter la sanction, la FFR promet d'abolir le championnat de France et fournit une liste de joueurs jugés coupables de professionnalisme, dont Jean Dauger, Robert Soro et Maurice Siman. Le championnat de France 1952-53 est cependant maintenu à la suite de la pression exercée par la grande majorité des clubs français.
Les décennies 1950 et 1960 voient la montée en puissance de l'équipe de France. En 1954, la France remporte un premier titre partagé dans le Tournoi, puis en 1959 elle remporte seule le Tournoi pour la première fois sous la conduite de l'emblématique Lucien Mias. Enfin, en 1968, la France décroche son premier Grand Chelem. Au cours de ces deux décennies 1950 et 1960, le XV de France se hisse au niveau des meilleures équipes du monde. Il bat pour la première fois les All Blacks le 27 février 1954, puis, le 16 août 1958, il remporte sa première victoire face aux Springboks à l'Ellis Park de Johannesburg.
De 1968 à 1992, la FFR est présidée par Albert Ferrasse, secondé par Guy Basquet, deux anciens joueurs du SU Agen. Pendant cette période, l'équipe de France remporte quatre Grands Chelems : 1968, 1977, 1981 et 1987. Et le 14 juillet 1979, la France bat pour la première fois la Nouvelle-Zélande chez elle, à Auckland. La popularité de la sélection et la pratique du rugby à XV ne cesse de s'étendre en France pendant les décennies 1970 et 1980, grâce à ces nombreux titres, mais également grâce à un célèbre duo médiatique, Roger Couderc et Pierre Albaladejo, qui inaugure la formule « un journaliste-un consultant sportif » pour commenter les matchs en direct. Le journaliste, avec son enthousiasme et son exagération légendaire, et l'ancien joueur international, avec ses expressions du terroir, séduisent le public d'abord à la radio puis à la télévision, ce qui rejaillit inévitablement sur le rugby français.
En 1978, la France devient la première nation hors Commonwealth et non anglophone à intégrer l'International Rugby Board (IRB). Avec l'appui de l'Australie et de la Nouvelle-Zélande, la France et son président Albert Ferrasse poussent alors pour sortir le rugby international de son entre-soi. Ils militent pour une coupe du monde qui permettrait à des nations comme la Roumanie ou l'Italie de se confronter régulièrement aux meilleurs. En 1987, la première Coupe du monde est organisée en Australie et en Nouvelle-Zélande, malgré les réticences britanniques. Après un match épique face à l'Australie en demi-finale, la France perd en finale face à la Nouvelle-Zélande sur le score de 29 à 9.
Au cours de cette deuxième moitié du XXe siècle, le championnat de France voit des périodes de domination se succéder, toujours par un club du sud. Ainsi, de 1952 à 1960, le FC Lourdes remporte 6 titres de champion sur 9 décernés, de 1962 à 1966 le SU Agen remporte 3 titres sur 5, de 1971 à 1984 l'AS Béziers remporte 10 titres sur  14, et enfin de 1994 à 2001 le Stade Toulousain remporte 6 titres sur 8.

### L'ère professionnelle
Le succès médiatique et l'aura politique de la coupe du monde 1995 en Afrique du Sud précipite le rugby à XV vers le professionnalisme. En août 1996, à Paris, l'IRB retire de ses statuts la règle sur l'amateurisme. Le championnat français devient officiellement professionnel en 1998 avec la création de la Ligue nationale de rugby. Le nombre de clubs dans la première division passe de 32 en 1996, à 20 ou 24 clubs jusqu'en 2000-01. L'élite est à nouveau réduite en 2001-02 avec la création du Top 16, puis du Top 14 en 2005-06. Le passage au professionnalisme voit une augmentation spectaculaire des budgets des clubs et des salaires des joueurs. Pour la saison 1998-1999 le budget moyen d'un club de l'élite du rugby français est de 3 millions €, contre 2,6 millions € pour un club de Pro A (élite du basket-ball français). En 2018-2019, vingt ans plus tard, le budget moyen en Top 14 est de 30 millions €, contre 6,3 millions € au basket-ball. Dans les années 2020, le Top 14 est considéré comme le meilleur championnat du monde. La mise en place depuis 2010 d'un salary cap, sur le modèle anglo-saxon, permet de conserver une certaine homogénéité et donc une forte compétitivité entre clubs. En effet, le passage au professionnalisme à vu l'arrivée de mécènes tels que Max Guazzini au Stade Français, Jacky Lorenzetti au Racing 92, ou Mourad Boudjellal au RC Toulon, qui modernisent l'image du rugby mais peuvent aussi provoquer des déséquilibres financiers.
La première édition de la Coupe d'Europe des clubs se dispute lors de la saison 1995-1996. Elle regroupe douze équipes venant des championnats nationaux de France, d'Irlande, du pays de Galles, d'Italie et de Roumanie. Cette première édition est remportée par un club français, le Stade Toulousain battant Cardiff en finale. Dès l'édition suivante, des équipes d'Angleterre et d'Écosse se joignent à cette compétition, et c'est à nouveau un club français qui s'impose avec la victoire du CA Brive sur les Leicester Tigers.
La présidence de la FFR est prise par Bernard Lapasset en 1992. Pendant son mandat, le XV de France remporte deux Grand Chelems en 1997 et 1998, finit 2e de la coupe du monde 1999 et remporte deux autres Grand Chelems en 2002 et 2004. Lapasset devient président de l'IRB en 2008, alors que la France réalise un nouveau Grand Chelem en 2010 et atteint encore une fois la finale de la coupe du monde en 2011. La décennie suivante est beaucoup plus difficile pour le XV de France, qui ne gagne plus aucun titre et ne cesse de rétrograder au classement mondial jusqu'à atteindre la 10e place en 2019.
La coupe du monde de rugby à XV 2007 remportée par l'Afrique du Sud est organisée en France, puis y revient pour l'édition 2023 ; où ce sont à nouveau les Springboks qui l'emportent après avoir éliminé la France d'un point (29-28) en quart de finale. 
Encore balbutiant en France à la fin du XXe siècle, le rugby féminin connaît un essor important au XXIe siècle. L'équipe de France féminine rejoint rapidement son homologue masculine en haut des classements mondiaux, avec notamment cinq Grands Chelems dans le Tournoi des six nations féminin, de 2002 à 2018,.

## Institutions dirigeantes

### Fédération française de rugby
La Fédération française de rugby a la charge d'organiser et de développer le rugby à XV en France. Elle regroupe les fédérations autonomes, les clubs, les associations, les sportifs, les entraîneurs, les arbitres, pour contribuer à la pratique et au développement du rugby à XV sur tout le territoire français.
Elle gère les équipes de France de rugby à XV et elle délègue à la Ligue nationale de rugby la gestion du secteur professionnel du rugby à XV.
La FFR est fondée le 13 mai 1919 en prenant la suite du comité rugby de l'USFSA. Elle est représentée sur le territoire français par 26 comités territoriaux métropolitains, 106 comités départementaux et 7 comités d'outre-mer. Ces comités du rugby français, constitués en tant qu'associations loi de 1901, sont chargés de promouvoir le développement du rugby sous toutes ses formes (à 15, à 7, féminines, scolaires, etc.) et de gérer sur leur territoire les clubs et les joueurs et joueuses licenciés, les 30 000 dirigeants, les compétitions régionales des jeunes aux vétérans, les 2 000 arbitres, les sanctions, etc. Le 1er juillet 2018, les comités territoriaux sont remplacés par 13 ligues régionales de métropole, calquées sur les régions françaises.
À la suite de l'exclusion de l'équipe de France du Tournoi, la FFR participe activement à la création de la Fédération internationale de rugby amateur en 1934. Cette fédération permet alors d'organiser le rugby à XV en échappant à l'autorité de l'International Rugby Board. En dehors de la France, les autres participants sont alors l'Allemagne, la Belgique, l'Espagne, la Catalogne, les Pays-Bas, l'Italie, le Portugal et la Roumanie.
Il faut attendre 1978 pour que la France soit définitivement admise à l'International Rugby Football Board avec les Home Unions fondatrices que sont les fédérations d'Angleterre, du pays de Galles, d'Écosse et d'Irlande.

### Ligue nationale de rugby
La Ligue nationale de rugby (LNR) gère le secteur professionnel du rugby à XV, par délégation du ministère des sports et de la Fédération française de rugby. Elle organise, gère et réglemente les compétitions nationales professionnelles, tant sur le plan sportif que sur le plan financier (championnats de France Top 14 et Pro D2). En outre, elle assure la promotion et le développement du secteur professionnel des clubs de rugby français et le représente dans la gestion des coupes d'Europe, elle négocie et commercialise les droits de télévision et de partenariat du Top 14 et de la Pro D2.

## Popularité et disparités locales

La présence des clubs français en Top 14 entre 2008 et 2013 : Majoritairement situés dans le sud du pays (ligne rouge : pays de langue occitane).

Le rugby à XV est un des sports les plus populaires en France, en particulier dans le sud-ouest du pays. En 2018, la FFR dénombre officiellement 312 000 personnes sous licence et plus de 500 000 joueurs et joueuses au total, en comptant les scolaires et les pratiquants occasionnels. Le rugby est le quatrième sport collectif le plus pratiqué en France, derrière le football, le basket-ball et la handball.
La présence dans les stades a augmenté considérablement ces dernières années (25 % d'audience en plus pour la saison 2004/2005 par exemple). Le 4 mars 2006, 79 604 spectateurs ont assisté au match opposant le Stade français au Biarritz olympique au Stade de France, record d'affluence dans un stade pour une compétition sportive en France.
En matière de sport, le rugby ne connait pas une répartition uniforme. Le sud de la France, notamment les pays d'oc, et le grand sud-ouest en particulier (région toulousaine et bordelaise situées au sud d'une ligne Béziers-Bordeaux), est la terre d'élection du rugby à XIII ou à XV. On surnomme d'ailleurs cette région l'Ovalie. Pour 2 903 000 habitants, la région toulousaine compte 169 clubs et 34453 licenciés, tandis que l'Île-de-France, pour 11 852 000 habitants, compte 181 clubs et 41450 licenciés(3 fois moins de licenciées en proportion de la population). Néanmoins, le sud-ouest ne se contente pas du seul ballon ovale. Pelote basque et course landaise sont deux disciplines locales et le surf est également pratiqué, mais comme partout ailleurs, football, basket-ball, volley-ball et handball sont solidement implantés. Ainsi, sur Toulouse, le football compte 102 553 licenciés en 2006 contre 22114 pour le rugby à XV.
Le géographe Jean-Pierre Augustin attribue ces disparités locales au rôle moteur du port de Bordeaux dans la diffusion par le commerce des coutumes britanniques, l'action du docteur Philippe Tissié, figure du renouvellement de la pratique sportive à l'école et proche de Pierre de Coubertin, dans le développement dans le Grand Sud-Ouest de la barrette aquitaine puis du rugby à XV, puis le succès pionnier et grandissant du club de Bordeaux à la fin du XIXe siècle.
En 2012-2013, seuls six clubs non-occitans jouent en Top 14 : Stade français, Racing métro 92, Grenoble, Perpignan, Biarritz, et Bayonne.

## Compétitions de clubs

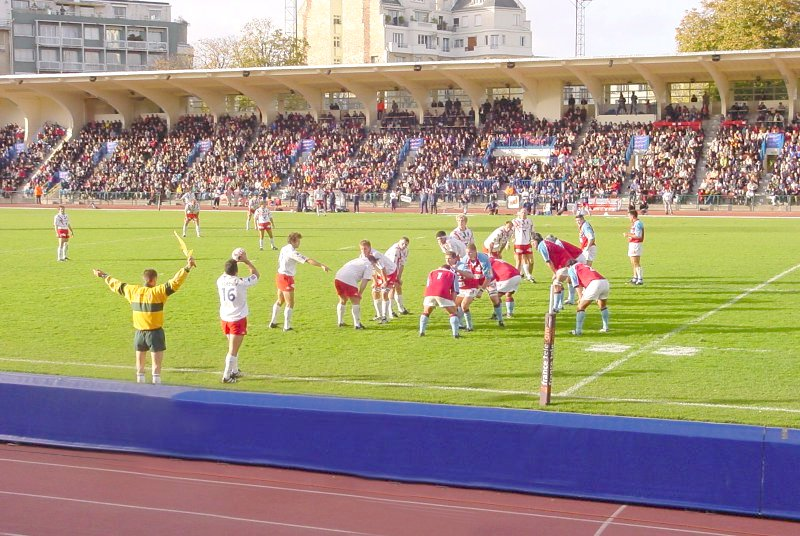
Match de championnat au stade Jean-Bouin de Paris entre le Stade français et le CS Bourgoin-Jallieu.

Les divers championnats sont organisés selon une pyramide, dont les niveaux sont interdépendants : en fin de saison, les meilleurs d’une division sont promus au niveau supérieur, tandis que les moins bons sont relégués au niveau inférieur. Théoriquement, donc, l’équipe la plus faible du pays, peut, par le jeu des promotions, un jour espérer jouer avec l'élite dans le Top 14. L’objectif des clubs du Top 14 est de remporter le Bouclier de Brennus qui récompense le champion de France masculin. Les deux premières divisions sont professionnelles : l'élite (Top 14) est constituée de 14 clubs et la Pro D2 de 16 clubs.
Les six ou sept meilleures équipes du Top 14 participent à la Coupe d'Europe de rugby à XV. Les clubs français réussissent bien dans cette compétition car ils l'ont remportée neuf fois depuis sa création lors de la saison 1995-1996 : le Stade toulousain en 1996, 2003, 2005, 2010 et 2021 (record du nombre de titre) le CA Brive en 1997 et le RC Toulon en 2013, 2014 et 2015 (record de titres consécutifs), le Stade rochelais en 2022 et 2023. Les autres équipes du Top 14 non qualifiées en Coupe d'Europe disputent quant à elles le Challenge européen.

## Équipes nationales
Surnommée les Bleus, l'équipe nationale masculine fait partie de la première division du classement de l'IRB. Elle participe au Tournoi des Six Nations depuis 1910 et l'a déjà remporté vingt-cinq fois dont neuf Grands Chelems. Sa meilleure performance en coupe du monde reste les places de finaliste en 1987, 1999 et 2011. Il s'agit d'ailleurs de la seule équipe à avoir atteint la finale mais à n'avoir jamais soulevé le trophée.
Le style de jeu français est renommé pour sa grâce (le rugby champagne), son inspiration (le french flair) et sa rudesse.
En plus de cette équipe nationale regroupant tous les meilleurs joueurs français, 7 DROM-COM possèdent également des sélections prenant part à des rencontres internationales : la Guadeloupe, la Martinique, Mayotte, la Nouvelle-Calédonie, La Réunion, Wallis-et-Futuna et Tahiti. Cette dernière équipe est même reconnue à part entière par World Rugby, participant donc à différentes compétitions internationales et étant classée 82e sur 105 pays au 26 juillet 2019.
L'équipe de France féminine de rugby à XV, surnommée les Bleues, fait elle aussi partie des meilleures du monde. Créée en 1982, l'équipe gagne en popularité dans les années 2000 et enchaîne les performances. En 2019, elle a déjà remporté six fois le Tournoi des Six Nations, dont cinq Grands Chelems. En coupe du monde, l'équipe a terminé sept fois à la troisième place (sur neuf participations) sans jamais atteindre la finale. Par ailleurs, le XV de France féminin détient le record d'affluence pour une rencontre internationale féminine en dehors d'une Coupe du Monde : la réception de l'Angleterre à Grenoble lors du Tournoi des Six Nations 2018 attire 17 440 spectateurs.

## Couverture médiatique
France 2 retransmet tous les matchs du Tournoi des six nations ainsi que les matchs internationaux à domicile du XV de France à noter aussi que France 4 diffuse les matchs de l'Équipe de France féminine. Pour sa part, Canal+ diffuse les matchs du Top 14 tous The Rugby Championship les compétitions du Super Rugby, Currie Cup, Mitre 10 Cup et les test-matchs en été. La diffusion de la Pro D2 est assuré par Canal+, Eurosport et sur certaines antennes régional de France 3. La couverture des matchs de la coupe d'Europe est largement assurée par France télévisions et beIN Sports qui cette dernière diffuse également le Pro14 et certains Test-matchs d'automne. La Premirership et les matchs à domicile du XV de la rose (hors six Tournoi des nations) sont à suivre sur SFR Sport. La chaîne de TNT L'ÉQUIPE diffuse la Fédérale 1 et les matchs à domicile des Barbarians français. TF1 a diffusé la plupart des rencontres de la coupe du monde de rugby à XV en 1991, 1995, 1999, 2007, 2011 et 2015 La chaîne a également acquis les droits de retransmission de la coupe du monde 2019.